# LNER-Klasse P2

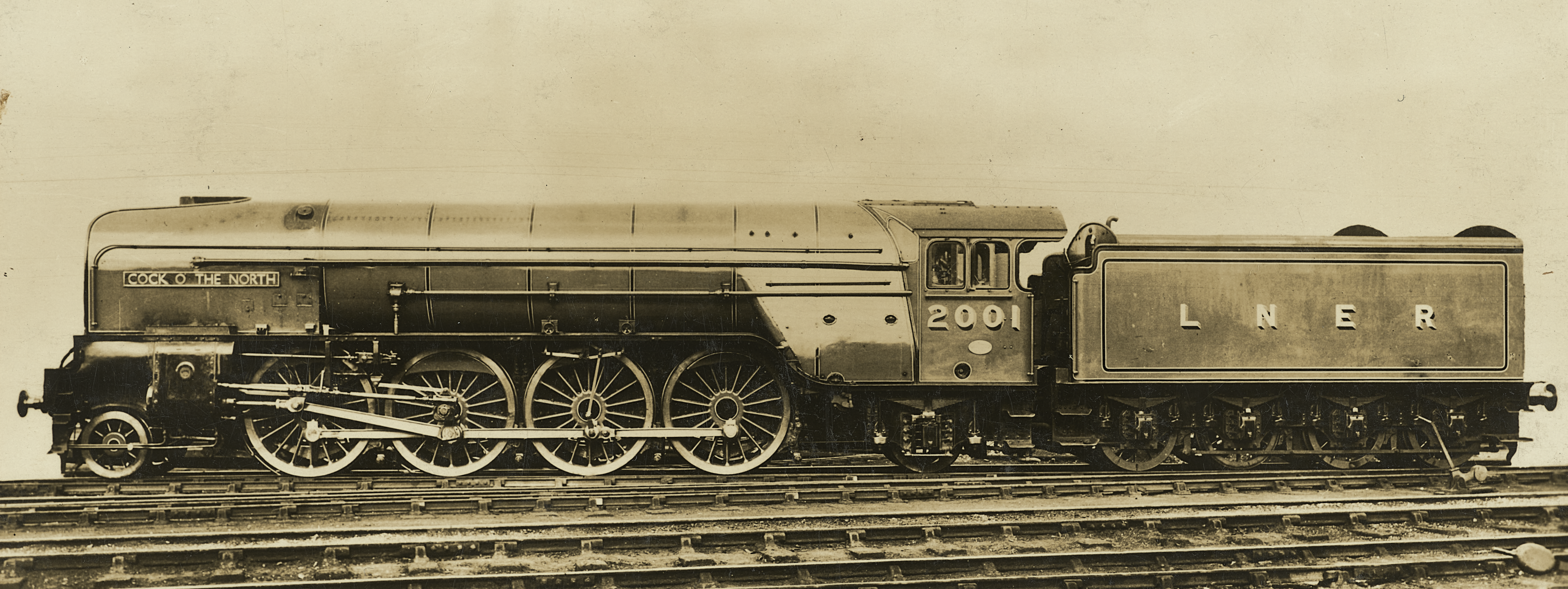
LNER 2001 Cock o’ the North (1934), Seitenansicht

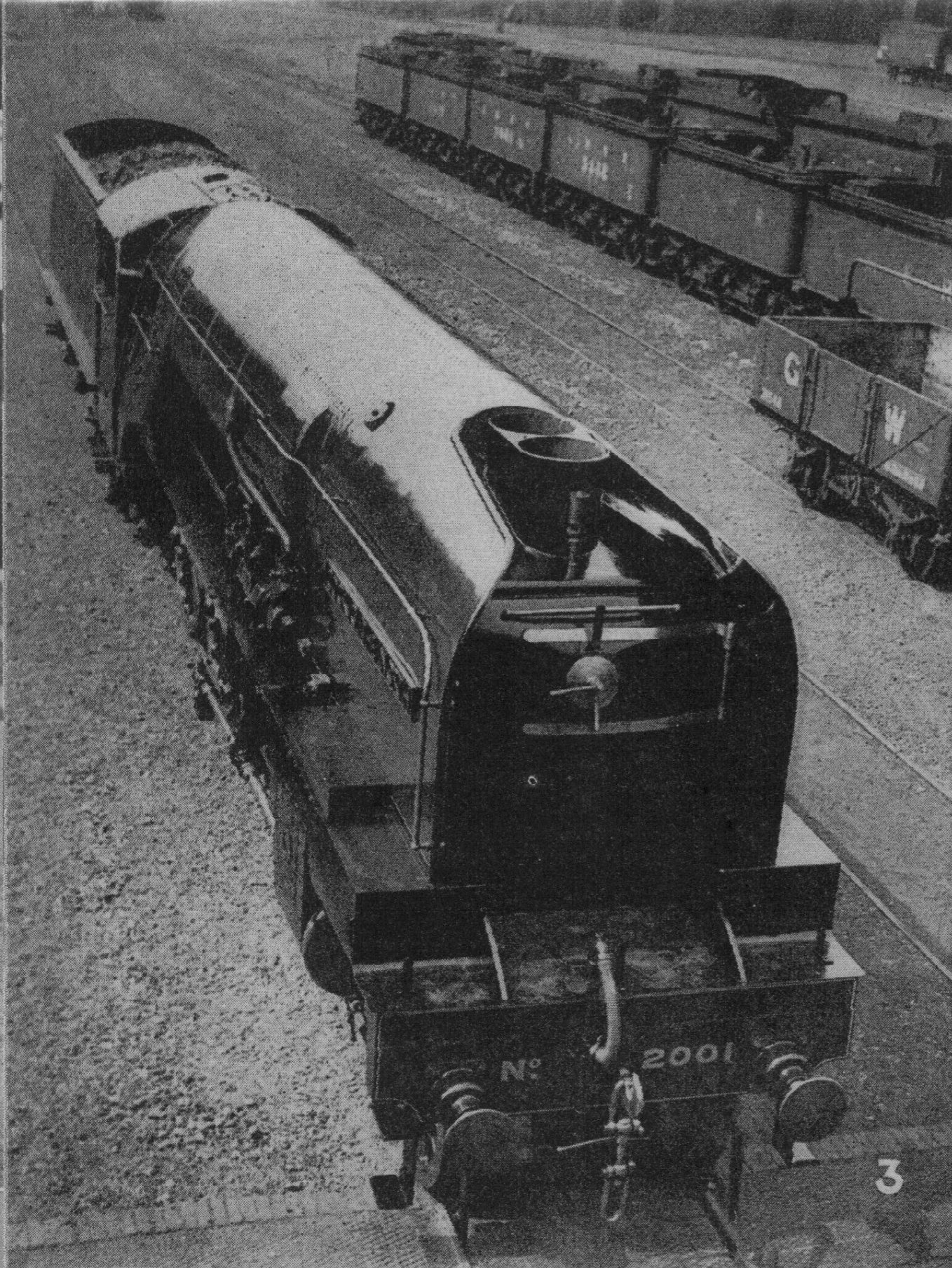
LNER 2001 Cock o’ the North (1934), Draufsicht

Die Dampflokomotiven der Klasse P2 der britischen Bahngesellschaft London and North Eastern Railway (LNER) wurden in den Jahren 1934 bis 1936 beschafft. Die Schlepptenderlokomotiven mit der Achsfolge 1’D1' („Mikado“) nach einem Entwurf des LNER-Chefingenieurs Sir Nigel Gresley waren speziell für den Schnellzugdienst auf der Strecke von Edinburgh nach Aberdeen vorgesehen und die stärksten je gebauten Schnellzugdampflokomotiven für eine britische Bahngesellschaft. Aufgrund hohen Kohleverbrauchs und Unterhaltungsproblemen ließ sie Gresleys Nachfolger Edward Thompson ab 1943 in Pacifics der LNER-Klasse A2 umbauen.

## Geschichte
Die zunehmenden Zuggewichte der Schnellzüge auf der steigungsreichen und kurvigen Hauptstrecke der LNER in Schottland von Edinburgh über Dundee nach Aberdeen führten dazu, dass die vorhandenen Pacific-Lokomotiven der Klassen A1 und A3 zunehmend nicht mehr ausreichten. Eine Pacific konnte auf der Strecke eine Grenzlast von 480 Tonnen in Richtung Aberdeen und 420 Tonnen in Richtung Edinburgh befördern. Zunehmend mussten Vorspanntriebfahrzeuge eingesetzt werden, um die über 500 Tonnen schweren Züge zu befördern.
Nigel Gresley, der Chefingenieur der LNER, begann daher, sich mit der Entwicklung einer stärkeren Schnellzuglokomotive zu befassen, um auf der Strecke nach Aberdeen bis zu 600 Tonnen schwere Schnellzüge ohne Vorspannlokomotive zu ermöglichen. Die guten Erfahrungen, die in Frankreich bei der Chemin de fer de Paris à Orléans (P.O.) mit den Umbauten von André Chapelon auf Basis thermodynamischer Erkenntnisse gemacht worden waren, fanden auch bei den britischen Eisenbahningenieuren Aufmerksamkeit. Gresley achtete daher beim Entwurf der P2 vor allem auf günstige interne Strömungsverhältnisse im Dampfkreislauf. Er übernahm außerdem den von Chapelon entwickelten Kylchap-Doppelschornstein und die für Chapelon-Entwürfe typischen besonders hohen Überhitzertemperaturen. Bei der LNER-Klasse K3 hatte die LNER gute Erfahrungen mit etwas höheren Geschwindigkeiten bei einem Bisselgestell gesammelt, Gresley sah es auf dieser Basis als vertretbar an, zugunsten einer einzelnen Vorlaufachse auf das ansonsten für Schnellzuglokomotiven verwendete herkömmliche zweiachsige Drehgestell verzichten. Die neue Schnellzuglokomotive wurde daher als Mikado-Lokomotive mit der ansonsten bei britischen Bahnen für Schlepptenderlokomotiven kaum verwendeten Achsfolge 1’D1' entworfen, um eine hinreichende Traktionsleistung zu erzielen. Zuvor waren bei der LNER lediglich die zwei Lokomotiven der LNER-Klasse P1 mit dieser Achsfolge gebaut worden, bei denen es sich allerdings um Güterzuglokomotiven handelte.
Die erste Lokomotive mit der Nummer 2001 wurde im Mai 1934 in den LNER-Werkstätten in Doncaster fertiggestellt, die zweite Maschine mit der Nummer 2002 folgte im Oktober des gleichen Jahres. Die 2001 erhielt eine Lentz-Ventilsteuerung, die zweite eine herkömmliche Walschaerts-Steuerung mit der für Gresleys Lokomotiven typischen mechanischen Ansteuerung des Innenzylinders über die Steuerungen der Außenzylinder. Die beiden mächtigen Lokomotiven waren mit Abstand die größten Schnellzuglokomotiven in Großbritannien. Auf Versuchsfahrten zeigten die P2 die erwarteten Leistungen. So beförderte die 2001 im Juni 1934 auf einer Steigung von 5 ‰ einen Versuchszug von 660 Tonnen mit einer Geschwindigkeit von über 80 km/h. Als Höchstleistung wurden 2100 PSe ermittelt, die P2 war damit die stärkste britische Schnellzugdampflokomotive. Aufgrund der guten Ergebnisse wurden bereits Mitte 1934 in Doncaster weitere vier Stück in Auftrag gegeben.
Im Dezember 1934 kam die P2 2001 unter Begleitung durch Gresleys persönlichen Assistenten Oliver Bulleid für zwei Monate zu Testzwecken ins französische Vitry-sur-Seine auf den dortigen stationären Messstand. Die Lokomotive erbrachte auf dem Messstand allerdings zunächst nicht die erwarteten Leistungen, da bereits vor Erreichen der höchstmöglichen Leistungen die Achslager heißliefen, bedingt aufgrund fehlender Kühlung durch den auf der stationären Anlage nicht vorhandenen Fahrtwind. Chapelon schlug daher normale Testfahrten vor, die die Lokomotive dann zwischen Tours und Les Aubrais absolvierte. Hinsichtlich Kohlenverbrauch und Kraftentwicklung reichte die P2 allerdings nicht an Chapelons Umbau-2'D-Lokomotiven heran. Mit den in Frankreich erzielten Ergebnissen wurde die Saugzuganlage weiter optimiert. Die bereits bestellten weiteren P2 erhielten basierend auf den Tests mit den ersten beiden Lokomotiven die Gresley-Walschaerts-Steuerung der P2 2002. Die Lentz-Ventilsteuerung der P2 2001 hatte sich nicht bewährt und zu hohem Kohleverbrauch geführt, sie wurde daher einige Zeit später ausgetauscht. Ebenfalls nicht bewährt hatte sich der verwendete ACFI-Speisewasservorwärmer. Aus der P2 2001 wurde er ausgebaut, die übrigen P2 erhielten keinen Vorwärmer.
Ab dem Sommer 1935 übernahmen die P2 ihre ersten planmäßigen Leistungen zwischen Edinburgh und Aberdeen, wozu je eine Lokomotive in Edinburgh Haymarket und Dundee stationiert wurde. Beide fuhren pro Tag zwei Zugpaare zwischen Edinburgh und Dundee respektive Dundee und Aberdeen. 1936 kamen die bestellten vier weiteren P2 in Dienst und ergänzten die beiden ersten Exemplare. Analog zu den ab 1935 ausgelieferten Stromlinienlokomotiven der LNER-Klasse A4 erhielten die 1936 gelieferten P2 eine Stromlinienverkleidung. Die beiden anderen P2 wurden anlässlich ihrer ersten größeren Werkstattaufenthalte bis 1937 ebenfalls mit den stromlinienförmigen Fronten ausgerüstet.
Alle sechs Exemplare der P2 erhielten Namen mit Bezug zur schottischen Geschichte. Die 2001 erhielt den Namen Cock o’ the North, unter dem auch die gesamte Klasse bekannt wurde, nach dem Beinamen der Chiefs des Clans Gordon. Die weiteren Lokomotiven mit den Nummern 2002 bis 2006 erhielten der Reihe nach die Namen Earl Marischal, Lord President (nach dem Lord President of the Court of Session, dem Vorsitzenden der obersten schottischen Gerichte), Mons Meg, Thane of Fife (nach einer Figur aus Shakespeares Drama Macbeth) und Wolf of Badenoch.

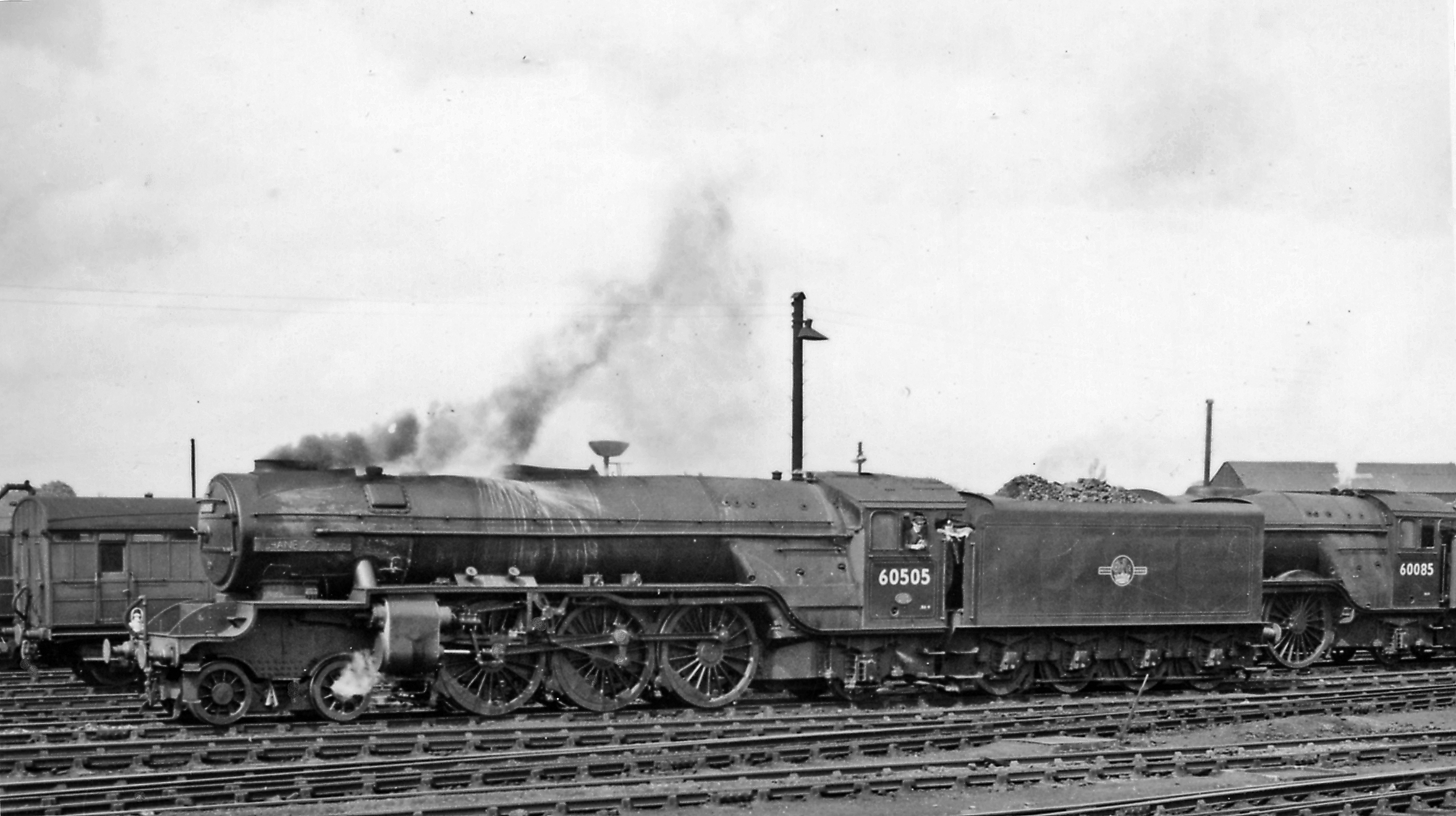
Die ehemalige P2 2005 Thane of Fife als umgebaute A2/2-Pacific, mit der BR-Nummer 60505 im Jahr 1958

Auf der kurvenreichen Strecke nach Aberdeen kam es in den Jahren nach 1936 immer wieder zu Schäden und hohem Unterhaltungsaufwand an der ersten Kuppelachse und zu Problemen mit dem Vorlaufgestell, ähnlich wie später in den Kriegsjahren bei der LNER-Klasse V2, die mit den gleichen Gestellen ausgerüstet war. Der große Rost verlangte bei voller Leistung zudem erheblichen körperlichen Einsatz des Heizers, auch wenn ein ausgesprochen hoher Kohleverbrauch nur bei der Cock o’ the North mit ihrer Lentz-Ventilsteuerung auftrat. Die Lokomotiven erwarben sich daher einen eher gemischten Ruf beim Personal der LNER und den verantwortlichen Ingenieuren, ungeachtet der hohen Leistungsfähigkeit. Edward Thompson, Gresleys Nachfolger nach dessen Tod 1941, sah die Lokomotiven auch aufgrund ihrer geringen Stückzahl nicht für den dauerhaften Einsatz bei der LNER als geeignet an. Er ließ sie daher in den Jahren 1943 und 1944 in Pacifics des Typs A2/2 nach seinem eigenen Entwurf umbauen und beendete so vorerst die kurze Geschichte der einzigen britischen Schnellzuglokomotive mit vier Kuppelachsen. Viele Fachleute kritisierten diese Entscheidung, zumal die umgebauten Maschinen im Vergleich mit den anderen LNER-Pacifics schlechtere Leistungen zeigten.

## Technische Merkmale
Nigel Gresley verwendete für die P2 trotz verschiedener Neuerungen viele Bauteile früherer Entwürfe. Neben dem von der K3 abgeleiteten Vorlaufgestell betraf dies unter anderem den Kessel mit Verbrennungskammer, der eine modifizierte Version des Kessels der A3 war, allerdings mit größerer Feuerbüchse und Rostfläche. Die P2 2006 Wolf of Badenoch erhielt bei unveränderter Rohrlänge eine etwas längere Verbrennungskammer und zum Ausgleich eine kürzere Rauchkammer. Anstelle eines herkömmlichen Dampfdoms befand sich im Kessel ein flacher Dampfsammler. Der Rahmen wurde in kombinierter Blech-Stahlguss-Ausführung gestaltet. Das Führerhaus der P2 war keilförmig, ähnlich einer Windschneide gestaltet. Die ersten beiden Lokomotiven erhielten keine Vollverkleidung, sondern Windleitbleche. Zwecks besserer Aerodynamik und Ableitung des austretenden Dampfs vom Führerhaus war die Rauchkammer oben abgeschrägt, was der Lokomotive von vorne eine eindrucksvolle Optik verschaffte.
Wie fast alle Entwürfe Gresleys bekamen die Lokomotiven einen Dreizylinderantrieb mit – abgesehen von der zunächst mit Lentz-Ventilsteuerung mit rotierender Steuerwelle ausgerüsteten 2001 – der von ihm entwickelten Steuerungsbauart, bei der der Schieber des Innenzylinders mechanisch über die Steuerung der Schieber der Außenzylinder angelenkt wurde. Treibachse war für alle drei Zylinder die zweite Kuppelachse. Alle drei Zylinderblöcke wurden, basierend auf früheren guten Erfahrungen Gresleys mit dieser Bauart, mitsamt den Schieberkästen und dem Aufleger für die Rauchkammer als sogenannter Monobloc in einem Stück gegossen, was das Gewicht reduzierte und eventuelle Probleme mit Lecks in dem Dampfleitungen vermindern sollte. Der Block wog bei der P2 aufgrund ihrer Größe fast an die sieben Tonnen. Mit Ausnahme der P2 2005 Thane of Fife bekamen alle Serien-P2 wie die ersten beiden Exemplare den Kylchap-Doppelschornstein, der für einen optimalen Saugzug bei möglichst geringem Gegendruck ausgelegt war. Die 2005 bekam zur Erprobung einen Einfachschornstein.
Entsprechend der geringen technischen Unterschiede wurden die sechs Lokomotiven in drei Unterklassen eingeteilt. Die 2001 Cock o’ the North mit ihrer Ventilsteuerung wurde als Klasse P2/1 und die 2006 Wolf of Badenoch aufgrund des anders dimensionierten Kessels als Klasse P2/3 eingestuft, die übrigen vier Lokomotiven als Klasse P2/2.

## Nachbau von P2-Lokomotiven

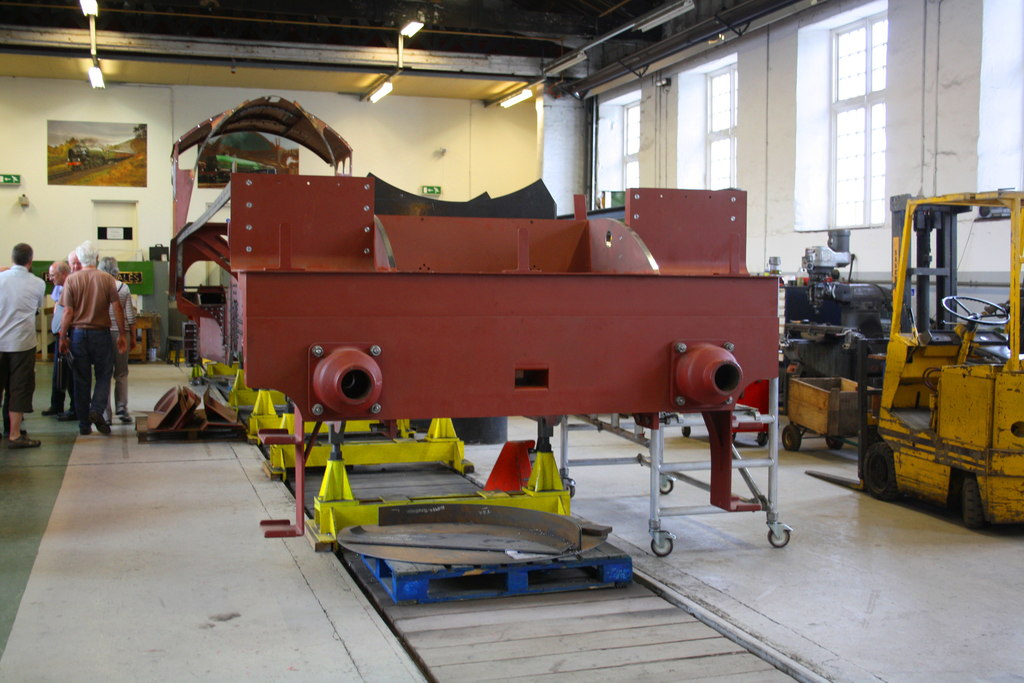
Rahmen der P2 Prince of Wales in den Darlington Railway Works (2016)

Alle P2 wurden in A2/2-Pacifics umgebaut. Diese wurden von British Railways mit der Nationalisierung 1948 übernommen und im Zuge der Umstellung auf Diesellokomotiven bis 1961 ausgemustert. Keine der originalen P2 oder der umgebauten A2/2 blieb erhalten.
Nach dem erfolgreichen Nachbau einer Pacific der Klasse A1 nach Entwurf von Peppercorn, die seit 2008 als 60163 Tornado im Einsatz ist, entschloss sich der A1 Steam Locomotive Trust als nächstes Projekt zu einem P2-Nachbau. Als Tochtergesellschaft wurde hierfür die P2 Steam Locomotive Company (P2SLC) gegründet. Die Kosten werden auf ca. 5 Mio. Pfund Sterling geschätzt. Etwa 70 % der Bauteile der P2 sind mit der A1 identisch, so dass auf die dort gemachten Erfahrungen zurückgegriffen werden kann. Die P2 soll weitgehend dem ursprünglichen Stand der Baureihe im Jahr 1934 entsprechen, also ohne die später ergänzte, der A4 vergleichbare Stromlinienverkleidung. Allerdings sollen einige der Schwächen des ursprünglichen Entwurfs beseitigt werden, so erhält die neue P2 beispielsweise ein modifiziertes Vorlaufgestell analog zur LNER-Klasse V2. Anpassungen an heutige Sicherheitsanforderungen und die Ausstattung mit Druckluftbremsen anstelle der in den 1930er-Jahren in Großbritannien noch verwendeten Vakuumbremse sind weitere Änderungen.
Im Mai 2014 begann der Rahmenbau bei Tata Steel Works in Scunthorpe. Die Bauzeit wird auf ca. sieben Jahre geschätzt, zum Baubeginn waren Spenden in Höhe von rund 750.000 Pfund eingegangen. Im März 2015 waren bereits ein Drittel der erforderlichen Finanzmittel eingegangen. Die neue P2 soll den Namen Prince of Wales erhalten. König Charles III. hatte in seiner Zeit als Prince of Wales den Bau der A1 Tornado finanziell unterstützt und der seit Inbetriebnahme mehrfach vor dem Royal Train eingesetzten Lokomotive 2009 formell ihren Namen gegeben.
Ein weiterer Nachbau wurde vom Doncaster P2 Locomotive Trust ebenfalls 2014 begonnen. Ziel dieses Nachbaus ist der Nachbau mit Stromlinienverkleidung, wie sie alle P2 in den letzten Jahren vor ihrem Umbau zur A2/2 besaßen.